# Liste der Kategorie-A-Bauwerke auf den Shetlands

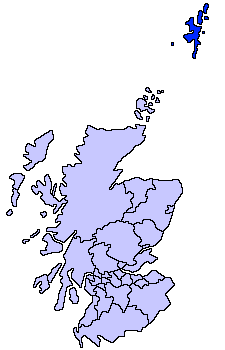
Lage der Shetlandinseln in Schottland

Die Liste der Kategorie-A-Gebäude auf den Shetlands umfasst sämtliche in der Kategorie A eingetragenen Baudenkmäler in der schottischen Council Area Shetland. Die Einstufung wird anhand der Kriterien von Historic Scotland vorgenommen, wobei in die höchste Kategorie A Bauwerke von nationaler oder internationaler Bedeutung einsortiert sind. Auf den Shetlandinseln sind derzeit zwölf Bauwerke in der Kategorie A gelistet.
| Name                     | Insel, Lage                                        | Typ           | Eintrag | Bild                     |
| ------------------------ | -------------------------------------------------- | ------------- | ------- | ------------------------ |
| Quendale Mill            | Mainland 59° 54′ 8,6″ N, 1° 20′ 18,5″ W            | Getreidemühle | 5417    | Quendale Mill            |
| Sumburgh Head Lighthouse | Mainland 59° 51′ 14,3″ N, 1° 16′ 27,6″ W           | Leuchtturm    | 5442    | Sumburgh Head Lighthouse |
| Gardie House             | Bressay 60° 9′ 36,6″ N, 1° 7′ 23″ W                | Villa         | 5880    | Gardie House             |
| Belmont House            | Unst 60° 41′ 15,5″ N, 0° 58′ 2,6″ W                | Wohngebäude   | 17474   | Belmont House            |
| Muckle Flugga Lighthouse | Muckle Flugga 60° 51′ 19,5″ N, 0° 53′ 7,4″ W       | Leuchtturm    | 17479   | Muckle Flugga Lighthouse |
| Old Haa of Scalloway     | Mainland, Scalloway 60° 8′ 12,5″ N, 1° 16′ 29,5″ W | Herrenhaus    | 18558   |                          |
| North Haa                | Yell 60° 34′ 22,2″ N, 1° 11′ 19,4″ W               | Herrenhaus    | 18648   |                          |
| Haa of Sand              | Mainland 60° 12′ 25,1″ N, 1° 22′ 49,8″ W           | Herrenhaus    | 18693   |                          |
| The Lodberrie            | Mainland, Lerwick 60° 9′ 10,1″ N, 1° 8′ 20,6″ W    | Wohngebäude   | 37242   | The Lodberrie            |
| Fort Charlotte           | Mainland, Lerwick 60° 9′ 19,7″ N, 1° 8′ 41,4″ W    | Festung       | 37255   | Fort Charlotte           |
| Brough Lodge             | Fetlar 60° 36′ 45,2″ N, 0° 56′ 31,7″ W             | Herrenhaus    | 45269   | Brough Lodge             |